# Motorisierte Infanterie

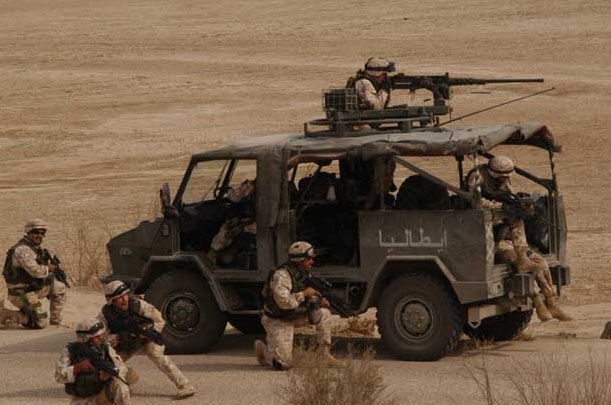
Motorisierte Infanterie im Irak (2006)

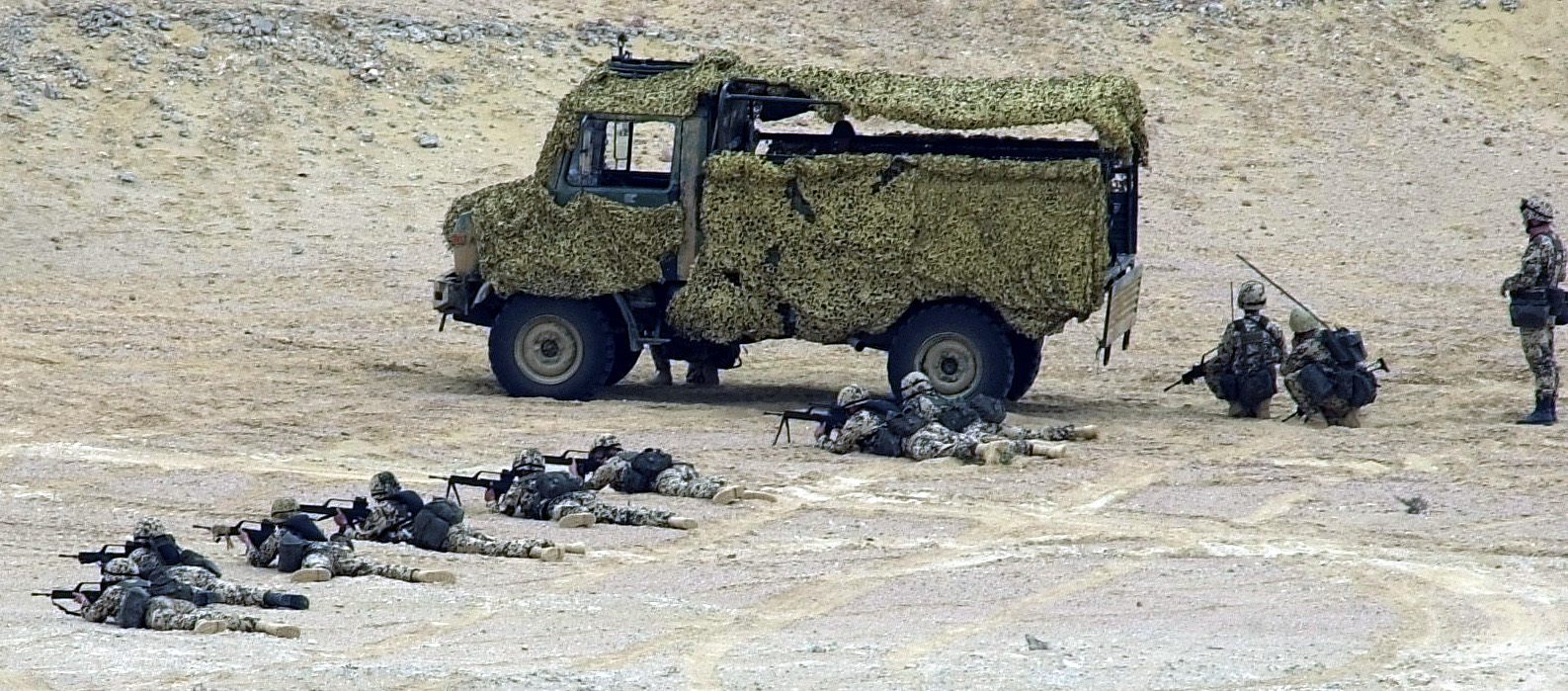
Motorisierte Infanterie der Bundeswehr (2001)

Als Motorisierte Infanterie (auch Motorisierte Schützen oder Grenadiere (mot.)) wird Infanterie bezeichnet, die mit Kraftfahrzeugen ausgestattet ist, den Kampf jedoch zu Fuß (abgesessen) führt.
Mit der motorisierten Infanterie begann vor und während des Ersten Weltkrieges die Mechanisierung der Armeen. Zivile Fahrzeuge, wie Lkw, wurden zum Transport der Infanterie verwendet. Mittlerweile sind die meisten Infanterieverbände, wie die der Bundeswehr, motorisiert. Für diese Transporte werden in modernen Armeen leichte, gepanzerte und ABC-geschützte Truppentransporter (zumeist als geschütztes Fahrzeug) oder Transportpanzer eingesetzt, teils für luftverlastbare Truppenteile auch kleine ungepanzerte Fahrzeuge. Der klassische Transport auf reinen Lastkraftwagen findet jedoch kaum noch statt und wird allenfalls noch von Armeen in der Dritten Welt praktiziert.
Motorisierte Infanterie ist nicht mit mechanisierter Infanterie wie den Panzergrenadieren identisch, die das Gefecht wechselnd auf- und abgesessen vom Schützenpanzer stoßweise im Verbund mit Kampfpanzern führt.

## Bundeswehr
In der Bundeswehr wurde in den Anfangsjahren die motorisierte Infanterie als Panzergrenadiere (mot.) bezeichnet, in späteren Heeresstrukturen wurden Jäger aufgestellt. Beide wurden auf Lastkraftwagen transportiert: in der Anfangszeit der Bundeswehr mit dem Borgward Mannschaftstransportwagen, die Jäger später mit Unimog 1,5 t, nachfolgend Unimog 2 t. Heute kommen vermehrt oder ausschließlich Geschützte Fahrzeuge zum Einsatz.

## Nationale Volksarmee
In der NVA der DDR wurde die mit Schützenpanzern oder gepanzerten Radfahrzeugen ausgestattete Infanterie als motorisierte Schützen (auch mot. Schützen) bezeichnet. Sie entsprachen den Panzergrenadieren der Wehrmacht und Bundeswehr und waren nach westlichem Verständnis trotz einiger konzeptioneller Unterschiede eine mechanisierte Infanterie.

## Wehrmacht
In der Wehrmacht hießen seit 1942 die Angehörigen der motorisierten Infanterie Grenadiere oder Füsiliere; letztere waren aus den motorisierten Aufklärungsabteilungen hervorgegangen. 

## Andere Staaten

### Französische Armee
In der französischen Armee waren Teile der Jägerbataillone (Chasseurs á pied) zum Transport von Truppen ebenfalls mit dem Unimog 1,5 t ausgestattet. Heute werden Véhicule Blindé Léger, Petit Véhicule Protégé und Transportpanzer Véhicule de l’avant blindé eingesetzt.

### US Army
In der US Army wurden motorized infantry (motorisierte Infanterie) und mechanized infantry (mechanisierte Infanterie) unterschieden. Ausrüstung und Struktur wichen stark voneinander ab.